# Monti Lattari Regionális Park
A Monti Lattari Regionális Parkot a Sorrentói-félsziget településeinek közbenjárása során alapította meg az olasz kormány 2003-ban. A park létrehozásának elsődleges célja a környezeti értékek és az állat- és növényvilág megóvása volt.
A geomorfológiai jelenségek közül figyelemre méltók a különféle karsztjelenségek, hiszen a Monti Lattari egy mészkővonulat. Éghajlata mediterrán, mely a magasság emelkedésével enyhül. A hegység völgyeiben jellegzetesen magas hőmérsékletű és páratartalmú mikroklimatikus területek alakulnak ki.
Növényvilágára jellemzők a magyaltölgy, Aleppói-fenyő, bükk, számos cserje és bokor (szamóca), törpe-pálmafélék.
Állatvilágára többek között a róka, nyest, rágcsálók, üregi nyúl, vízisikló, sólyomfélék, sas-félék jellemzők.